# Tormás
Tormás (nje. Krendorf) je selo u središnjoj južnoj Mađarskoj.
Zauzima površinu od 24,70 km četvornih.

## Zemljopisni položaj
Nalazi se na 46° 14' sjeverne zemljopisne širine i 18° istočne zemljopisne dužine, sjeverozapadno od gorja Mečeka, na sjeverozapadu Baranjske županije, 3,5 km istočno od županijske granice sa Šomođskom županijom. Đudra je 4 km sjeverno-sjeveroistočno, Baranyaszentgyörgy je pola km sjeveroistočno, Mindszentgodisa je 3,5 km istočno, Kisbeszterce je 3,5 km jugoistočno, Bakóca je 1,5 jugoistočno, Szágy je 2 km zapadno, Čebinj je 4,5 km, a Ertelen je 5 km jugozapadno, a Hajmaš je 6,5 km sjeverozapadno.

## Upravna organizacija
Upravno pripada Šaškoj mikroregiji u Baranjskoj županiji. Poštanski broj je 7383. 

## Stanovništvo
Tormás ima 344 stanovnika (2001.). Mađara su većina. Romi u selu imaju manjinsku samoupravu, a čine 13% stanovnika. Nijemaca je nešto ispod 3%. Skoro 3/4 sela su rimokatolici, a kalvinista je nešto ispod 5%.

## Vanjske poveznice
- Tormás na fallingrain.com